# Código de vestimenta de la NBA
El 17 de octubre de 2005, el comisionado de National Basketball Association David Stern anunció la imposición de un código de vestimenta obligatorio para todos los jugadores de la NBA y la NBA Development League.
Este hecho fue especialmente notable porque la NBA se convirtió en la primera de las grandes ligas del deporte profesional estadounidense en aplicar esta norma, aunque las reglas de la National Hockey League dicen que un jugador debe vestir chaqueta y corbata en los desplazamientos con el equipo si el entrenador o el mánager general no indican lo contrario.

## Argumentos opuestos
Los críticos, como Allen Iverson, Stephen Jackson y Paul Pierce, dicen que el código de vestimenta no cambiará el carácter de una persona independientemente de que tipo de ropa use, y que asociar la vestimenta estilo hip-hop con delitos o mala imagen es racista. Iverson dijo: "el código de vestimenta no es quién soy y no me permite expresarme". Muchas figuras de la NBA y de otros deportes también se quejan de que se centra en los jóvenes varones negros, siendo una bofetada a la cultura hip-hop, que sin embargo la NBA explota a su favor cuando le conviene (como para promocionar un partido de All-star). La mayoría de los patrocinadores de los jugadores de la NBA, como Nike, Reebok, Puma y Adidas, también utilizan el hip-hop para promocionar sus productos.